# Symplecta confluens
Symplecta confluens là một loài ruồi trong họ Limoniidae. Chúng phân bố ở miền Australasia.